# Sebastian Studnitzky

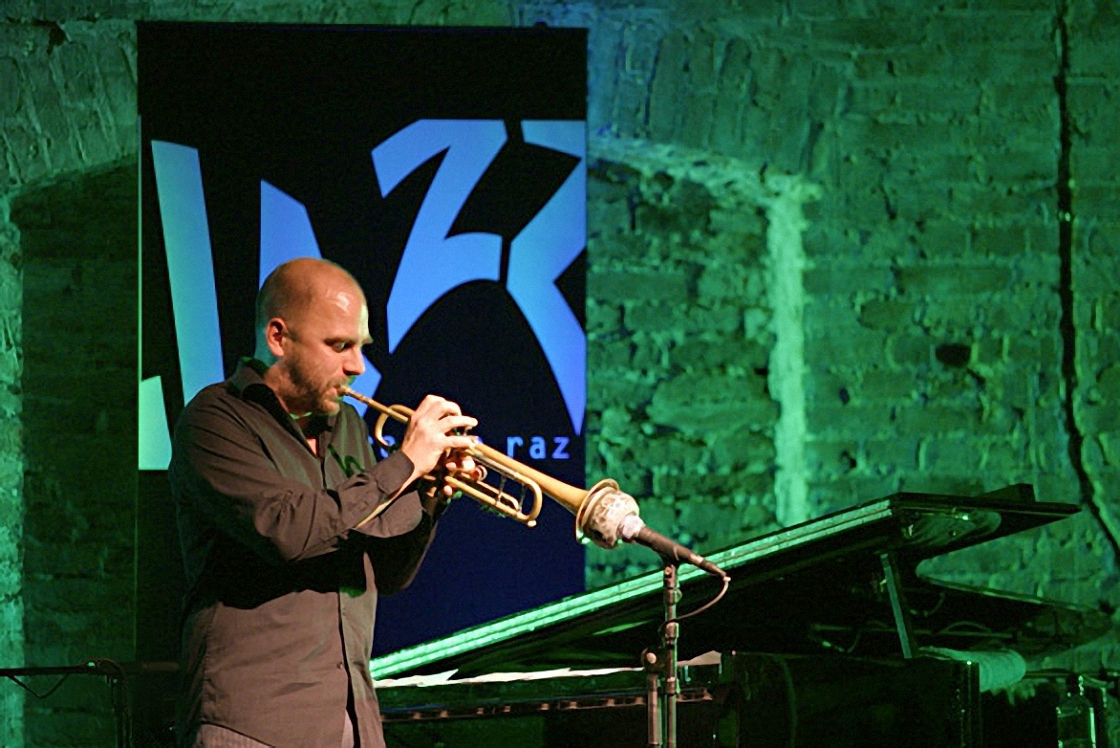
Sebastian Studnitzky (2007)

Sebastian Studnitzky (* 1972 in Neuenbürg, Schwarzwald) ist ein deutscher Jazztrompeter, Jazzpianist und Komponist.

## Leben und Wirken
Studnitzky ist Sohn des Komponisten und Dirigenten Norbert Studnitzky. Ab dem vierten Lebensjahr erlernte er das Klavierspielen und ab dem achten Lebensjahr auch Trompete. Er studierte die Instrumente Trompete und Klavier in der Fachrichtung Jazz & Pop an der staatlichen Hochschule für Musik Stuttgart und wechselte dann in die Vereinigten Staaten, wo er als Stipendiat ein Filmmusik-/ Commercial-Arranging-Studium am Berklee College of Music absolvierte.

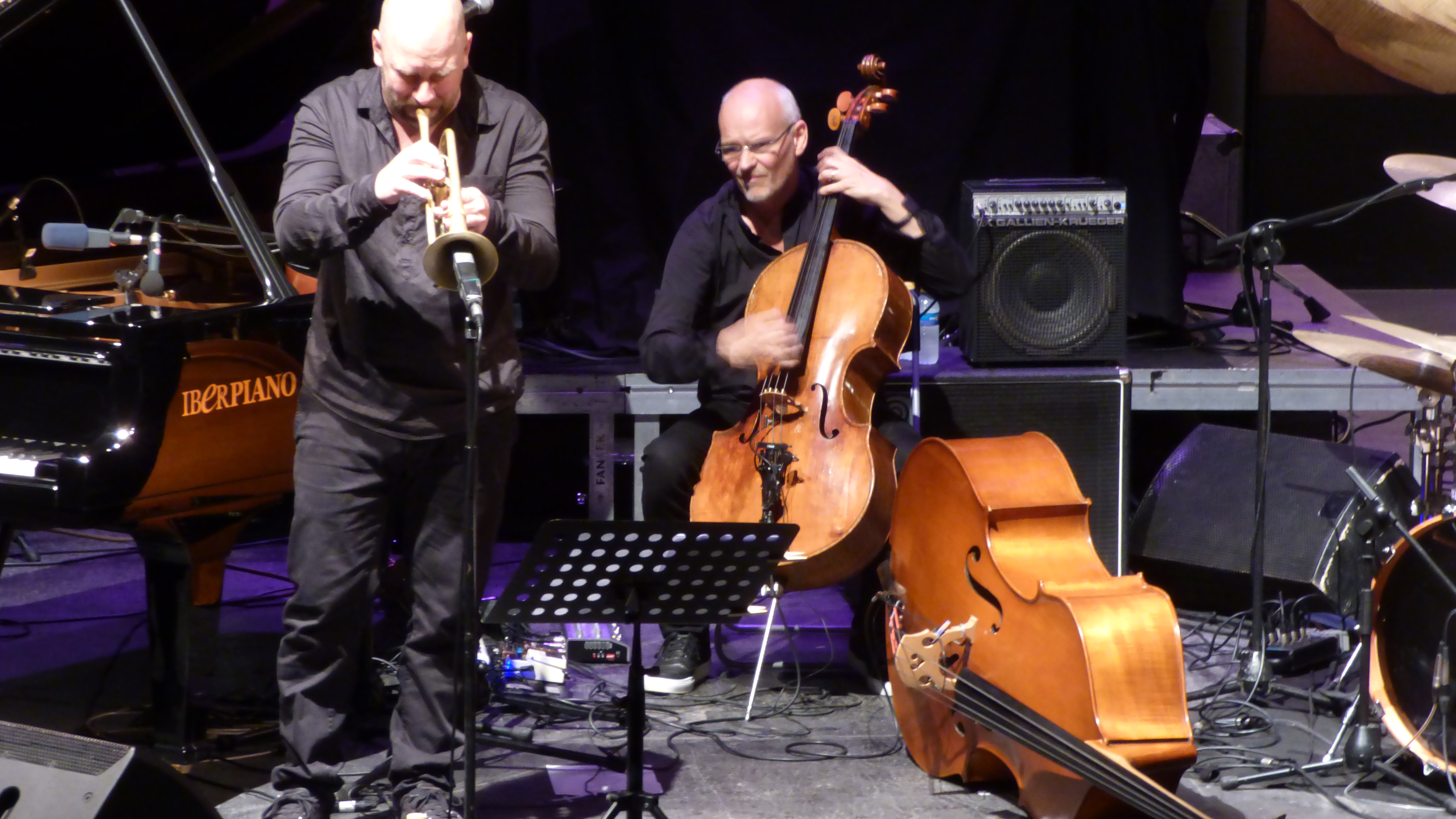
Studnitzky (links) mit Lars Danielsson (Jazz Festival San-Javier 2016)

Studnitzky arbeitete zunächst mit Markus Kössler als Funkbrüder. Er spielt zusammen mit den Jazzmusikern Nils Landgren, Wolfgang Haffner und Rebekka Bakken, aber auch mit Mezzoforte, Edo Zanki, Laith al Deen, Jazzanova und dem Gitarristen Dominic Miller. Studnitzky ist in verschiedenen Formationen mit eigenen Werken auf Tour (Triband mit Sandie Wollasch, Michael Paucker und Tommy Baldu; Studnitzky/Trio, Memento, KY – mit Paul Kleber, Tim Sarhan und Laurenz Karsten). Memento stellt sein Klassik-Jazz Crossover Projekt für Streichquartett/Kammerorchester dar.
Studnitzky ist Mitgründer und Miteigentümer des Independent Labels/Netzwerks CONTEMPLATE und der internationalen Booking-Agentur XJAZZ Booking. Seit 2014 hat er als künstlerischer Leiter mit Xjazz in Berlin „ein völlig neues Konzept für ein Jazzfestival umgesetzt“. 2015 gewann er den ECHO Jazz in der Kategorie „Instrumentalist/in des Jahres national Blechblasinstrumente/Brass“. Studnitzky ist als Professor für Trompete an den Hochschulen für Musik in Dresden sowie Berlin tätig.
Im Rahmen des Xjazz Lab Workshop Camps während des Xjazz Festivals 2018 fungierte Sebastian Studnitzky als Workshop Director.
2020 gewann Studnitzky zusammen mit Sebastian Manz einen Opus Klassik für ihr gemeinsames Werk A Bernstein Story.

## Diskografische Hinweise
- 2008: Trio (Herzog Records)
- 2010: EGIS (Herzog Records)

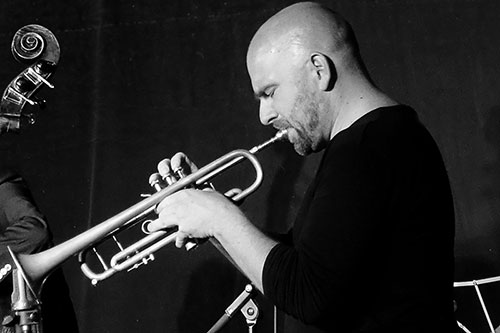
Sebastian Studnitzky (2015)

- 2012: Music for Magic Places (Contemplate)
- 2012: KY - Do Mar (Contemplate, mit Andreas Hourdakis, Paul Kleber, Tommy Baldu)
- 2013: KY - The String Project (Contemplate)
- 2015: Memento (Contemplate)
- 2017: KY - Organic (Contemplate)
- 2019: KY - Live in Berlin (XJAZZ music)
- 2019: A Bernstein Story mit Sebastian Manz (Berlin Classics/EDEL)
- 2021: The New Cool (ACT, mit David Helbock, Arne Jansen)
- 2022: Nocturnal (XJAZZ)[10]
- 2024: Memento Odesa (Live in Berlin) (Xjazz music)